# Арсеній Крилов
Єпископ Арсеній (світське ім'я — Олексій Васильович Крилов; нар. 11 березня 1879, Петрівське — пом. 26 травня 1962, Москва) — російський релігійний діяч після Другої світової війни. Єпископ Московської патріархії. Коротко керував Чернігівською єпархією Українського екзархату РПЦ МП (1953). Національність - московит.

## Біографія
Народився в сім'ї сільського псаломщика. Брат — протоієрей Микола Васильович Крилов (1875–1941) — помер у таборі, в 2001 році зарахований до лику святих Російської православної церкви.
Закінчив Донське духовне училище, Московську духовну семінарію (1901). З 1901 року — вчитель церковнопарафіяльної школи. З 3 червня 1903 року — псаломщик одного з московських храмів.
Закінчив Московський комерційний інститут зі ступенем кандидата комерції (1912), юридичний факультет Московського університету зі ступенем кандидата права (1914). У 1918–1944 роках працював у різних державних установах з економічної та юридичної спеціальності (ревізором, інспектором, юрисконсультом).

## Мобілізація в новостворену Московську патріархію
З 16 січня 1944 року — диякон новоствореної Сталіним Московської патріархії, з 18 січня 1944 року — священик Богоявленського патріаршого собору Москви РПЦ МП. 18 серпня 1945 пострижений у чернецтво, до цього часу він овдовів. У чернецтві отримав ім'я Арсеній на честь Святителя Арсенія Тверського (†1409). 19 серпня призначений архімандритом.
26 серпня 1945 хіротонізований на єпископа Калінінського і Великолукського.
З 17 березня 1950 — єпископ Уфимський і Башкирський, з 31 липня 1952 року — Уфимський і Стерлитамакський.

## Коротка архієрейська служба в Україні
З 17 листопада 1953 року — єпископ Чернігівський і Ніжинський.
29 липня 1954 звільнений на спокій.

## Повернення на Московщину
З 11 листопада 1954 року — єпископ Костромський і Галичський.
17 вересня 1956 знову звільнений на спокій — на вимогу Костромського обкому КПРС і облвиконкому за «масове порушення релігійних забобонів» (15 травня 1956 єпископ організував служіння просто неба на міському кладовищі Костроми загальної панахиди).
Відрізнявся великою любов'ю до церковних службам, смиренням і добротою до своєї пастви; захищав інтереси церкви від дій влади, за що багато зазнав неприємностей.
На спокої жив у Москві.
26 травня 1962 помер від крововиливу в мозок. Похований на Ваганьковському кладовищі міста Москви.